# Vic Barney
Victor Charles Barney (3 tháng 4 năm 1922 – 26 tháng 5 năm 2006) là một cầu thủ bóng đá người Anh thi đấu ở vị trí tiền đạo tầm xa.
Barney là một lính bộ binh trong quân đội Anh ở Thế chiến thứ hai. Khi ở Ý, ông làm nhiệm vụ ở Stadio Arturo Collana và thi đấu cho Napoli.